# Ange Ciella Niragira
Ange Ciella Niragira (26 de diciembre de 2002) es una deportista burundesa que compite en judo. Ganó una medalla de bronce en el Campeonato Africano de Judo de 2023, en la categoría de –78 kg.

## Palmarés internacional
| Campeonato Africano | Campeonato Africano    | Campeonato Africano | Campeonato Africano |
| Año                 | Lugar                  | Medalla             | Categoría           |
| ------------------- | ---------------------- | ------------------- | ------------------- |
| 2023                | Casablanca (Marruecos) | Medalla de bronce   | –78 kg              |